# Pseudopiptadenia bahiana
Pseudopiptadenia bahiana är en ärtväxtart som beskrevs av Gwilym Peter Lewis och Marli Pires Morim de Lima. Pseudopiptadenia bahiana ingår i släktet Pseudopiptadenia och familjen ärtväxter. Inga underarter finns listade i Catalogue of Life.